# Stenus segnis
Stenus (Hypostenus) segnis – gatunek chrząszcza z rodziny kusakowatych i podrodziny myśliczków (Steninae).
Gatunek ten został opisany w 1886 roku przez Davida Sharpa.
Szósty sternit wcięty szeroko, niezbyt głęboko, zaokrąglenie. Piąty sternit od środkowego spłaszczenia aż do połowy płasko wgnieciony, pozbawiony wcięcia. Owłosienie piątego sternitu złotożółte, gęste, złotożółte, zwłaszcza z tyłu, gdzie włoski są zbieżne. Punktowanie piątego sternitu bardzo delikatne, zaś czterech początkowych sternitów bardzo grube.
Chrząszcz neotropikalny, znany wyłącznie z Panamy.